# کش (مهندسی)

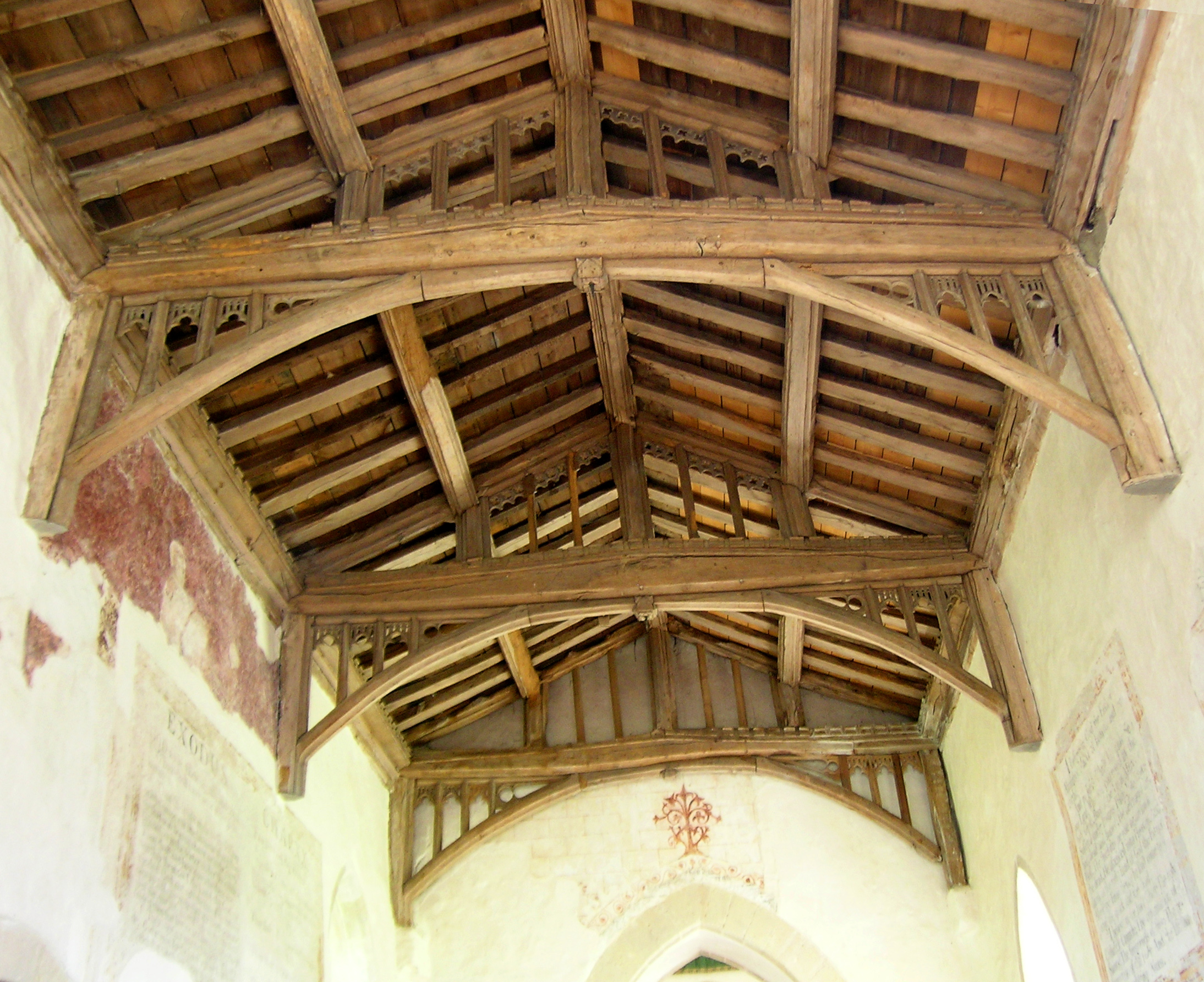
تیر کلاف سقف در کلیسای سنت مریس، Radnage، باکینگهامشایر در انگلستان، قرن پانزدهم

کش، تسمه فلزی، میل مهار، خار مغزی، کابل مهار، کابل‌های معلق یا کابل‌های سیمی، نمونه‌هایی از اعضای سازه ای خطی هستند که برای مقاومت در برابر کشش طراحی شده‌اند. کش نقطه مقابل یک شمعک یا ستون است که برای مقاومت در مقابل فشار، طراحی شده‌است. کش ممکن است از هر ماده مقاوم در برابر کشش ساخته شود. 

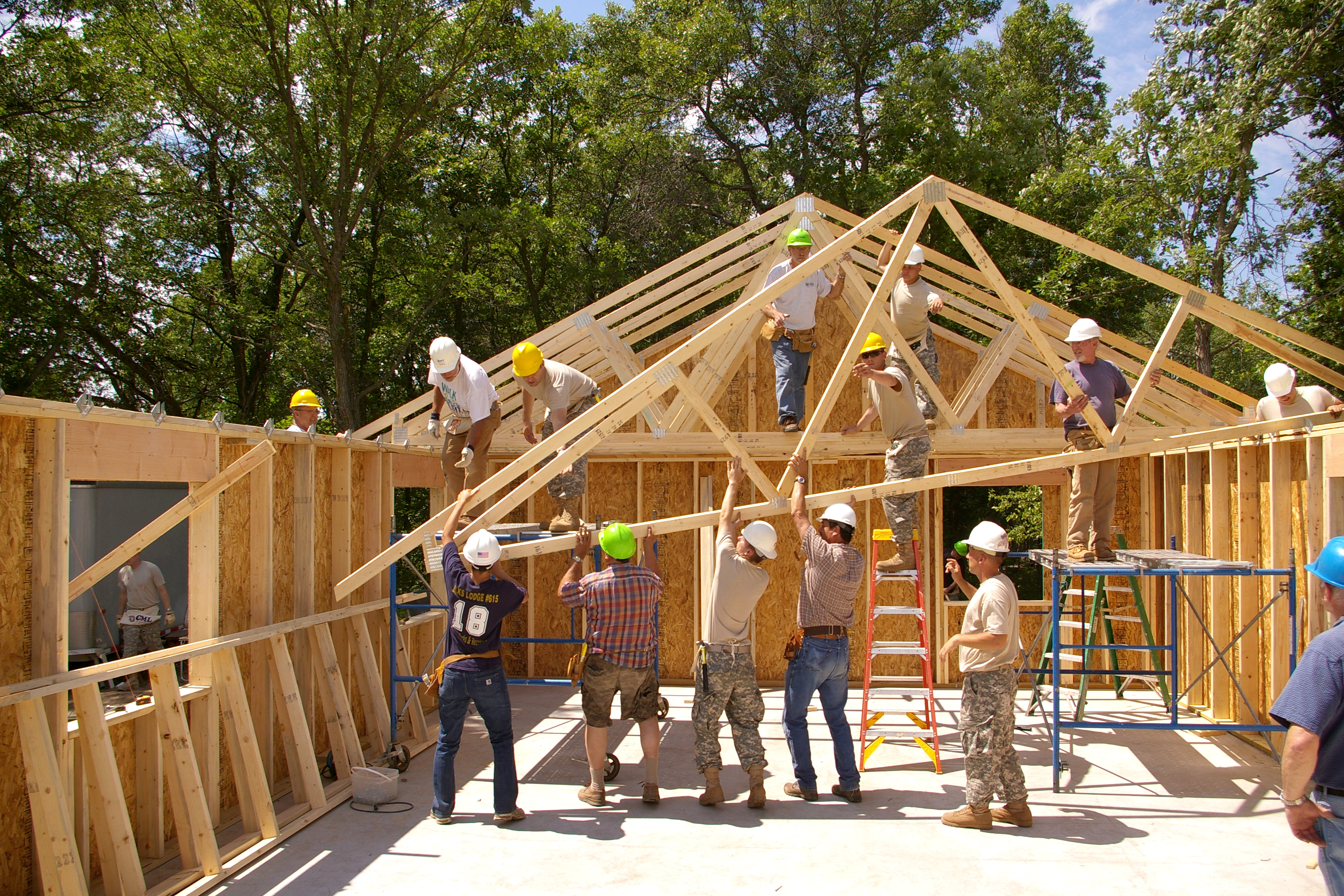
کش‌های طوفانی در بالای دیوار تعبیه می‌شوند در هنگامی که خرپاهای سقف نصب می‌شوند.